# Cons-la-Grandville
Cons-la-Grandville és un municipi francès situat al departament de Meurthe i Mosel·la i a la regió del Gran Est. L'any 2007 tenia 575 habitants.

## Demografia

### Població
El 2007 la població de fet de Cons-la-Grandville era de 575 persones. Hi havia 224 famílies, de les quals 48 eren unipersonals (16 homes vivint sols i 32 dones vivint soles), 68 parelles sense fills, 84 parelles amb fills i 24 famílies monoparentals amb fills.
La població ha evolucionat segons el següent gràfic:
Habitants censats

### Habitatges
El 2007 hi havia 249 habitatges, 229 eren l'habitatge principal de la família, 3 eren segones residències i 16 estaven desocupats. 220 eren cases i 28 eren apartaments. Dels 229 habitatges principals, 182 estaven ocupats pels seus propietaris, 42 estaven llogats i ocupats pels llogaters i 5 estaven cedits a títol gratuït; 7 tenien dues cambres, 20 en tenien tres, 60 en tenien quatre i 142 en tenien cinc o més. 70 habitatges disposaven pel capbaix d'una plaça de pàrquing. A 107 habitatges hi havia un automòbil i a 99 n'hi havia dos o més.

### Piràmide de població
La piràmide de població per edats i sexe el 2009 era:
| Homes | Edats   | Dones |
| ----- | ------- | ----- |
| 0     | 95 o +  | 0     |
| 0     | 90 a 94 | 0     |
| 4     | 85 a 89 | 4     |
| 12    | 80 a 84 | 4     |
| 4     | 75 a 79 | 12    |
| 16    | 70 a 74 | 12    |
| 20    | 65 a 69 | 20    |
| 12    | 60 a 64 | 12    |
| 28    | 55 a 59 | 12    |
| 12    | 50 a 54 | 16    |
| 20    | 45 a 49 | 12    |
| 20    | 40 a 44 | 32    |
| 20    | 35 a 39 | 28    |
| 20    | 30 a 34 | 20    |
| 24    | 25 a 29 | 16    |
| 20    | 20 a 24 | 8     |
| 12    | 15 a 19 | 32    |
| 28    | 10 a 14 | 32    |
| 16    | 5 a 9   | 28    |
| 16    | 0 a 4   | 32    |

## Economia
El 2007 la població en edat de treballar era de 371 persones, 259 eren actives i 112 eren inactives. De les 259 persones actives 233 estaven ocupades (125 homes i 108 dones) i 26 estaven aturades (16 homes i 10 dones). De les 112 persones inactives 42 estaven jubilades, 37 estaven estudiant i 33 estaven classificades com a «altres inactius».

### Ingressos
El 2009 a Cons-la-Grandville hi havia 224 unitats fiscals que integraven 564,5 persones, la mediana anual d'ingressos fiscals per persona era de 20.500 €.

### Activitats econòmiques
Dels 32 establiments que hi havia el 2007, 2 eren d'empreses alimentàries, 1 d'una empresa de fabricació d'elements pel transport, 5 d'empreses de construcció, 3 d'empreses de comerç i reparació d'automòbils, 1 d'una empresa de transport, 4 d'empreses d'hostatgeria i restauració, 2 d'empreses financeres, 4 d'empreses immobiliàries, 4 d'empreses de serveis, 3 d'entitats de l'administració pública i 3 d'empreses classificades com a «altres activitats de serveis».
Dels 12 establiments de servei als particulars que hi havia el 2009, 1 era una oficina de correu, 4 lampisteries, 1 electricista, 1 perruqueria, 1 veterinari, 3 restaurants i 1 saló de bellesa.
L'únic establiment comercial que hi havia el 2009 era una fleca.
L'any 2000 a Cons-la-Grandville hi havia 4 explotacions agrícoles.

## Equipaments sanitaris i escolars
El 2009 hi havia una escola elemental.

## Poblacions més properes
El següent diagrama mostra les poblacions més properes.